# Sankt Gallen Bears 2021
Questa voce raccoglie le informazioni riguardanti i Sankt Gallen Bears nelle competizioni ufficiali della stagione 2021.

## Lega B 2021

### Stagione regolare
| Lucerna 22 agosto 2021, ore 14:00 2ª giornata | Luzern Lions | 6 – 13 | Sankt Gallen Bears | Leichtathletikstadion |

| San Gallo 29 agosto 2021, ore 14:00 3ª giornata | Sankt Gallen Bears | 18 – 0 | Argovia Pirates | Stadion Gründenmoos |

| San Gallo 5 settembre 2021, ore 14:00 4ª giornata | Sankt Gallen Bears | 11 – 0 | Lugano Rebels | Stadion Gründenmoos |

| San Gallo 12 settembre 2021, ore 14:00 5ª giornata | Sankt Gallen Bears | 2 – 6 (0-6 0-0 2-0 0-0) | Luzern Lions | Stadion Gründenmoos |

| Buchs 18 settembre 2021, ore 18:00 6ª giornata | Argovia Pirates | 9 – 29 | Sankt Gallen Bears | Sportanlage Suhrenmatte |

| Lugano 26 settembre 2021, ore 14:00 7ª giornata | Lugano Rebels | 6 – 27 | Sankt Gallen Bears | Stadio comunale di Cornaredo (campo sintetico) |

### Playoff
| 10 ottobre 2021 Quarti di finale | Sankt Gallen Bears | 50 – 0 | Geneva Whoppers |  |

| 17 ottobre 2021 Semifinale | Sankt Gallen Bears | 14 – 27 | Bienna Jets |  |

## Statistiche di squadra
| Competizione      | %Vittorie | In casa | In casa | In casa | In casa | In casa | In casa | In trasferta | In trasferta | In trasferta | In trasferta | In trasferta | In trasferta | Totale | Totale | Totale | Totale | Totale | Totale |
| Competizione      | %Vittorie | G       | V       | N       | P       | Pf      | Ps      | G            | V            | N            | P            | Pf           | Ps           | G      | V      | N      | P      | Pf     | Ps     |
| ----------------- | --------- | ------- | ------- | ------- | ------- | ------- | ------- | ------------ | ------------ | ------------ | ------------ | ------------ | ------------ | ------ | ------ | ------ | ------ | ------ | ------ |
| Stagione regolare | .833      | 3       | 2       | 0       | 1       | 31      | 6       | 3            | 3            | 0            | 0            | 69           | 21           | 6      | 5      | 0      | 1      | 100    | 27     |
| Playoff           | .500      | 2       | 1       | 0       | 1       | 64      | 27      | 0            | 0            | 0            | 0            | 0            | 0            | 2      | 1      | 0      | 1      | 64     | 27     |
| Totale            | .750      | 5       | 3       | 0       | 2       | 95      | 33      | 3            | 3            | 0            | 0            | 69           | 21           | 8      | 6      | 0      | 2      | 164    | 54     |